# Trioxan

3 đồng phân trioxane: 1,2,3-Trioxane (trái), 1,2,4-Trioxane (giữa) và 1,3,5-Trioxane (phải)

Trioxane đề cập đến 3 đồng phân của hợp chất hữu cơ cấu tạo bởi một vòng 6 cạnh chứa 3 nguyên tử carbon và 3 nguyên tử oxygen nguyên tử, có công thức phân tử C3H6O3.
Ba đồng phân:
- 1,2,3-Trioxane là một hợp chất giả thuyết (hypothetical compound), liên quan đến molozonide,[1]
- 1,2,4-Trioxane là một hợp chất giả thuyết, có mạch carbon giống trong cấu trúc của một số chất chống sốt rét (artemisinin và các loại thuốc tương tự),[2]
- 1,3,5-Trioxane là trimer của formaldehyde, dùng làm nhiên liệu và trong sản xuất nhựa.